# Incratella armatus
Incratella armatus is een vlokreeftensoort uit de familie van de Cheirocratidae. De wetenschappelijke naam van de soort is voor het eerst geldig gepubliceerd in 1977 door G. Karaman.